# ФК Елид
ФК Елид је српски фудбалски клуб из Доњег Душника, Општина Гаџин Хан. Тренутно се такмичи у Општинској лиги Дољевац, шестом такмичарском нивоу српског фудбала. Клуб је основан 2013 године. Клуб се две сезоне такмичио под називом ФК Душник, у сезони 2015. године клуб мења име у истоимену фабрику из Доњег Душника Елид. Боје клуба су зелена и плава.

## Састав тима из сезоне 2014/15.
| Бр. |        | Позиција | Играч                |
| --- | ------ | -------- | -------------------- |
|     | Србија | Г        | Милан Јовановић-Луша |
|     | Србија | Г        | Никола Миљковић      |
|     | Србија | О        | Младен Филиповић     |
|     | Србија | О        | Душан Шарковић       |
|     | Србија | О        | Марко Ристић         |
|     | Србија | О        | Душан Игњатовић      |
|     | Србија | О        | Александар Златковић |
|     | Србија | О        | Никола Младеновић    |
|     | Србија | О        | Немања Станковић     |
|     | Србија | С        | Милан Живковић-Џон   |

| Бр. |        | Позиција | Играч                |
| --- | ------ | -------- | -------------------- |
|     | Србија | С        | Далибор Миљковић     |
|     | Србија | С        | Марјан Јовановић     |
|     | Србија | С        | Милан Живковић-Руски |
|     | Србија | С        | Дејан Јовановић      |
|     | Србија | С        | Ивица Милојковић (К) |
|     | Србија | С        | Горан Петковић       |
|     | Србија | Н        | Александар Јанкоски  |
|     | Србија | Н        | Милан Јовановић-Шуца |
|     | Србија | Н        | Милован Китановић    |
|     | Србија | Н        | Никола Стаменковић   |

## ФК Елид сезоне
| Сезона  | Одиг. | Поб. | Нер. | Пор. | ГД  | ГП  | ГР | Бод. | Пласман |      |
| ------- | ----- | ---- | ---- | ---- | --- | --- | -- | ---- | ------- | ---- |
| 2013/14 | 28    | 12   | 6    | 10   | 59  | 51  | +8 | 41   | 4       | (-1) |
| 2014/15 | 14    | 5    | 0    | 9    | 24  | 32  | -8 | 15   | 6       |      |
| 2015/16 | 18    | 8    | 2    | 8    | 34  | 25  | +9 | 26   | 4       |      |
| Укупно  | 60    | 25   | 8    | 27   | 117 | 108 | +9 | 82   | 4       |      |